# فيلهلم غوتليب فون
فيلهلم غوتليب فون (بالألمانية: Wilhelm Gottlieb Tilesius von Tilenau)‏ (و. 1769 – 1857 م) هو مستكشف، وعالم طبيعي، وعالم نبات من ألمانيا . ولد في مولهاوزن.
وهو عضو في الأكاديمية الروسية للعلوم، وأكاديمية سانت بطرسبرغ للعلوم، والأكاديمية البروسية للعلوم .
توفي في مولهاوزن.

## جوائز
حصل على جوائز منها:
- وسام جوقة الشرف.